# Чиркейская ГЭС
Чирке́йская ГЭС — гидроэлектростанция на реке Сулак у посёлка Дубки, в Буйнакском районе Дагестана. Самая мощная гидроэлектростанция на Северном Кавказе. Имеет вторую по высоте плотину в России и самую высокую в стране арочную плотину. Входит в Сулакский каскад ГЭС, являясь его верхней, регулирующей весь каскад ступенью. Чиркейская ГЭС (за исключением Тишиклинской дамбы) входит в состав Дагестанского филиала ПАО «РусГидро».

## Природные условия
Чиркейская ГЭС расположена в одноимённом узком ущелье глубиной более 200 м. Ширина ущелья в верхней части — 300 м, в нижней — 12—15 м. Борта ущелья отличаются значительной крутизной, а также наличием потенциально неустойчивых скальных блоков объёмом около 300 тыс. м³, отсечённых от основного массива трещинами (в первую очередь на левом берегу). Ущелье сложено крепкими верхнемеловыми породами, главным образом плитчатыми известняками, переслаивающимися мергелями и глинами, которые отличаются значительной трещиноватостью (протяжённость трещин по длине и глубине до 150 м, раскрытие до 0,5 м). Сейсмичность района строительства составляет 9 баллов по шкале MSK-64.
Река Сулак в створе гидроузла имеет водосборную площадь 11 290 км², среднегодовой расход — 176 м³/с, среднегодовой сток — 5,58 км³. Максимальный расход наблюдался в 1963 году и составил 2120 м³/с, максимальный расчётный расход (вероятность 0,01 %, то есть 1 раз в 10 000 лет) составляет 4530 м³/с. Река несёт большое количество наносов — 21,4 млн т в год. Водный режим реки отличается затяжным половодьем, проходящим с конца марта до конца августа, с наибольшими расходами в мае — июне. Сток реки формируется за счёт таяния снегов и ледников, а также выпадения дождевых осадков. Климат в месте расположения станции засушливый, среднегодовая температура составляет +12 °C, годовое количество осадков — 360 мм.

## Конструкция станции
Чиркейская ГЭС представляет собой высоконапорную плотинную гидроэлектростанцию с арочной плотиной и приплотинным зданием ГЭС. В состав сооружений станции входят арочная плотина, здание ГЭС, эксплуатационный водосброс и Тишиклинская дамба. Установленная мощность электростанции — 1000 МВт, обеспеченная мощность — 166 МВт, проектная среднегодовая выработка — 2470 млн кВт·ч, фактическая среднемноголетняя выработка — 2420 млн кВт·ч.

### Плотины
Бетонная арочная плотина имеет длину по гребню 338 м и наибольшую высоту 232,5 м — это вторая по высоте плотина в России (после плотины Саяно-Шушенской ГЭС, имеющей не чисто арочную, а арочно-гравитационную конструкцию), разделена на 18 секций бетонирования шириной по 16 м. Плотина состоит из арочной части, клинообразной пробки и правобережного устоя. Арочная часть плотины — двоякой кривизны, симметричного очертания, высотой 184,5 м, толщина изменяется от 6 м у гребня до 30 м на контакте с пробкой. Основанием плотины является пробка высотой 48 м, шириной 40 м и длиной по основанию 88 м, в нижней части которой устроена продольная полость эллиптического очертания длиной 21 м и пролётом 21 м. В плотину уложено 1,295 млн м³ бетона. Врезка плотины в правый берег составляет 10—15 м, в левый берег — до 50 м. С правого берега с целью обеспечения симметрии арочной части плотины сооружён устой высотой 44,5 м и длиной 50 м. Потенциально неустойчивые скальные массивы у левобережного примыкания плотины искусственно закреплены анкерами, расположенными в 6 ярусах, по 3—5 штолен в каждом ярусе. В каждой штольне расположено по 32 анкера диаметром 56 мм, изготовленных из высокопрочной стали.
Центральная часть плотины длиной 75 м (четыре секции) является станционной. На ней размещены наклонные водоприёмники (со стороны верховой грани) и 4 турбинных водовода (расположенные на низовой грани плотины). Турбинные водоводы имеют диаметр 5,5 м и среднюю длину 250 м, по конструкции — железобетонные (толщина стенки 1,5 м) с внутренней стальной оболочкой. Водоприёмники оборудованы сороудерживающими решётками, а также плоскими аварийно-ремонтными и ремонтными затворами, для оперирования которыми используется козловой кран. В плотине на разных уровнях размещено 10 галерей, предназначенных для обслуживания контрольно-измерительной аппаратуры и цементационной завесы в основании плотины, а также контроля фильтрации через тело плотины. Водонепроницаемость бортов и основания плотины обеспечивается с помощью глубоких цементационных завес.
Тишиклинская дамба расположена в 10 км выше плотины, предназначена для защиты от затопления долины реки Шураозень. Дамба отсыпана из суглинка, её длина — 1290 м, максимальная высота — 28 м, ширина по гребню — 5 м и по основанию — 68 м. В теле дамбы имеется ирригационный водовыпуск в виде железобетонной трубы 2×2 м, оборудованной плоскими затворами. Пропускная способность водовыпуска — 10 м³/с. В отличие от остальных сооружений станции, Тишиклинская дамба принадлежит не «РусГидро», а Республике Дагестан, эксплуатируется организацией «Дагводсервис».

Плотина Чиркейской ГЭС
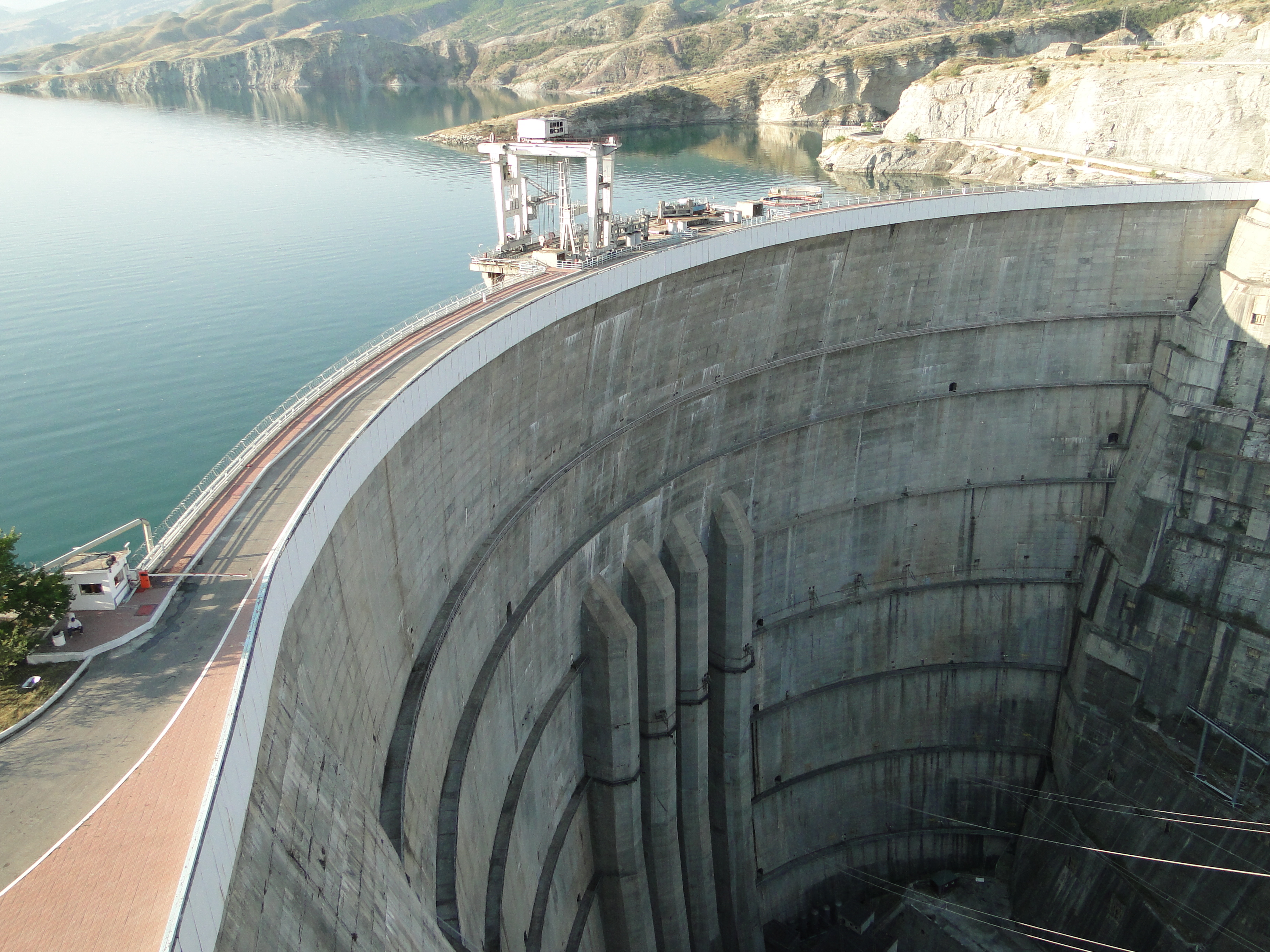
Общий вид на плотину и водохранилище
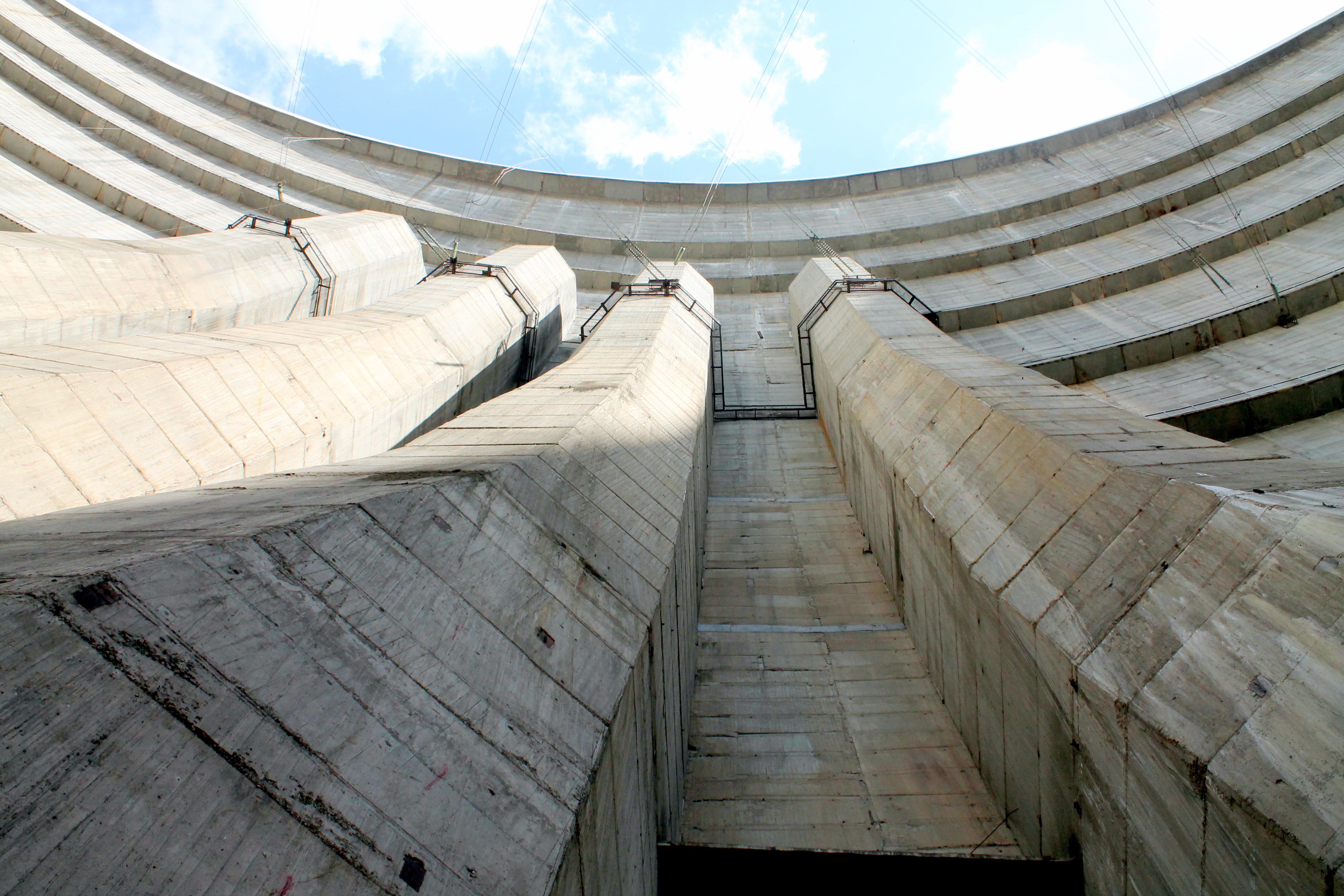
Водоводы
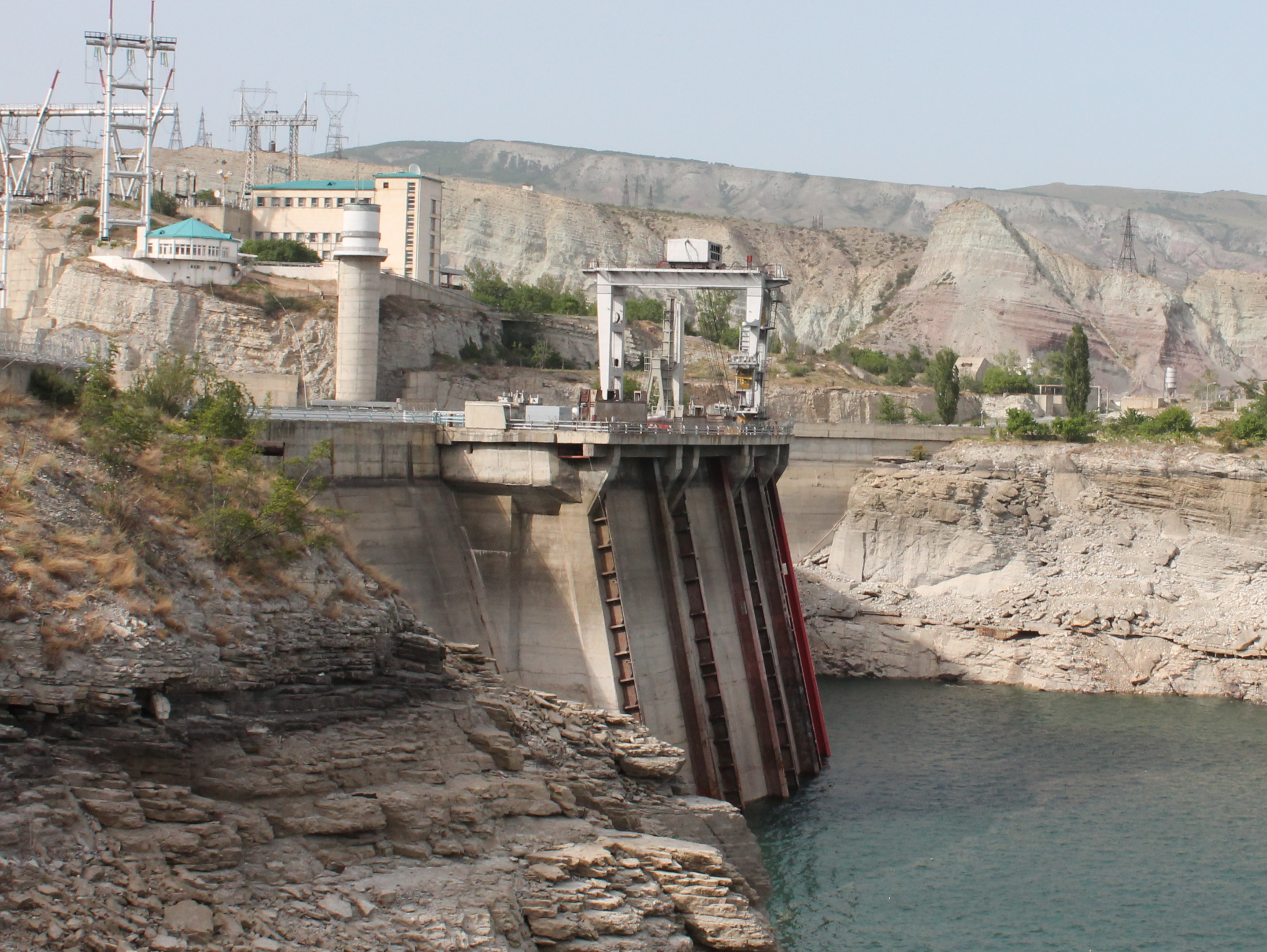
Водоприёмники

### Водосброс
Эксплуатационный водосброс — тоннельный (работает в безнапорном режиме), с открытым сливным лотком, расположен на левом берегу в 85 м от плотины. Пропускная способность водосброса составляет при НПУ — 2400 м³/с и при ФПУ — 2900 м³/с. Входное отверстие имеет пролёт 22 м, перекрывается сегментным затвором высотой 14 м. К отверстию примыкает наклонный участок тоннеля подковообразного профиля длиной 158 м, шириной по низу 9,2 м и высотой 12,6 м, который переходит в слабонаклонную часть длиной 350 м. Та, в свою очередь, переходит в открытый лоток, заканчивающийся трамплином с боковым сливом — гасителем; открытая часть водосброса имеет общую длину 221 м. В строительный период использовался временный строительный водосброс, также тоннельного типа длиной 730 м, в настоящее время заглушённый.

Эксплуатационный водосброс Чиркейской ГЭС
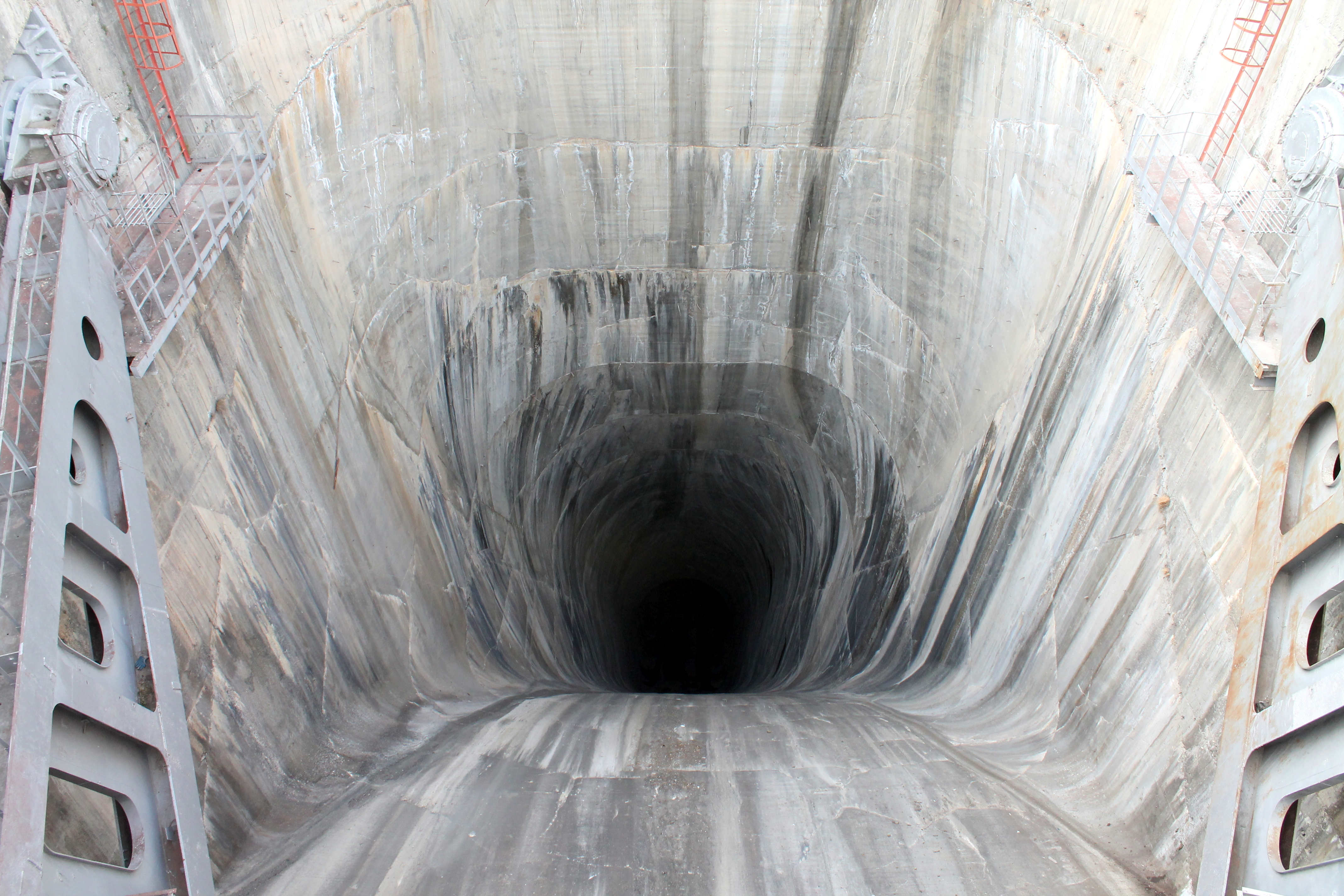
Входное отверстие
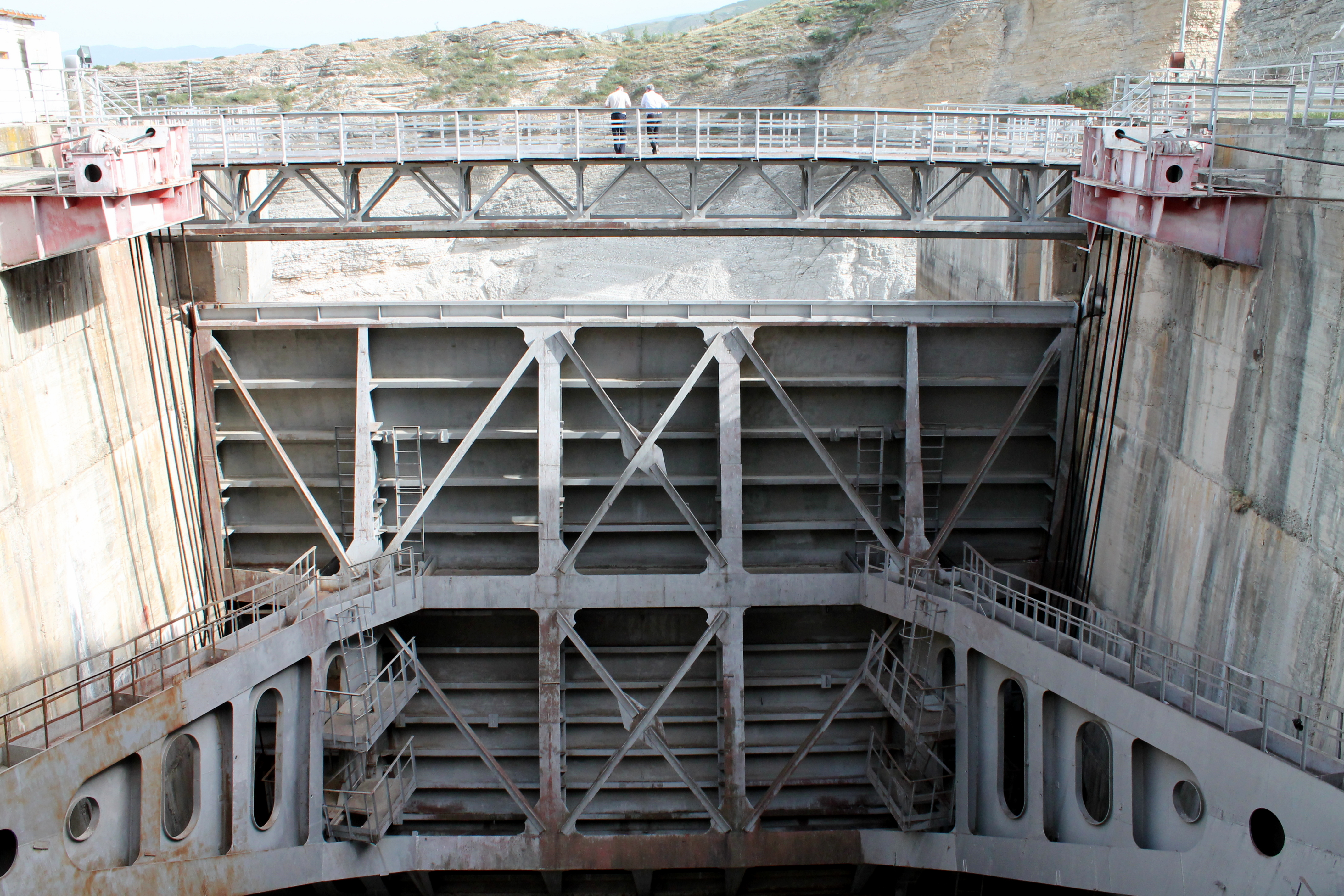
Сегментный затвор
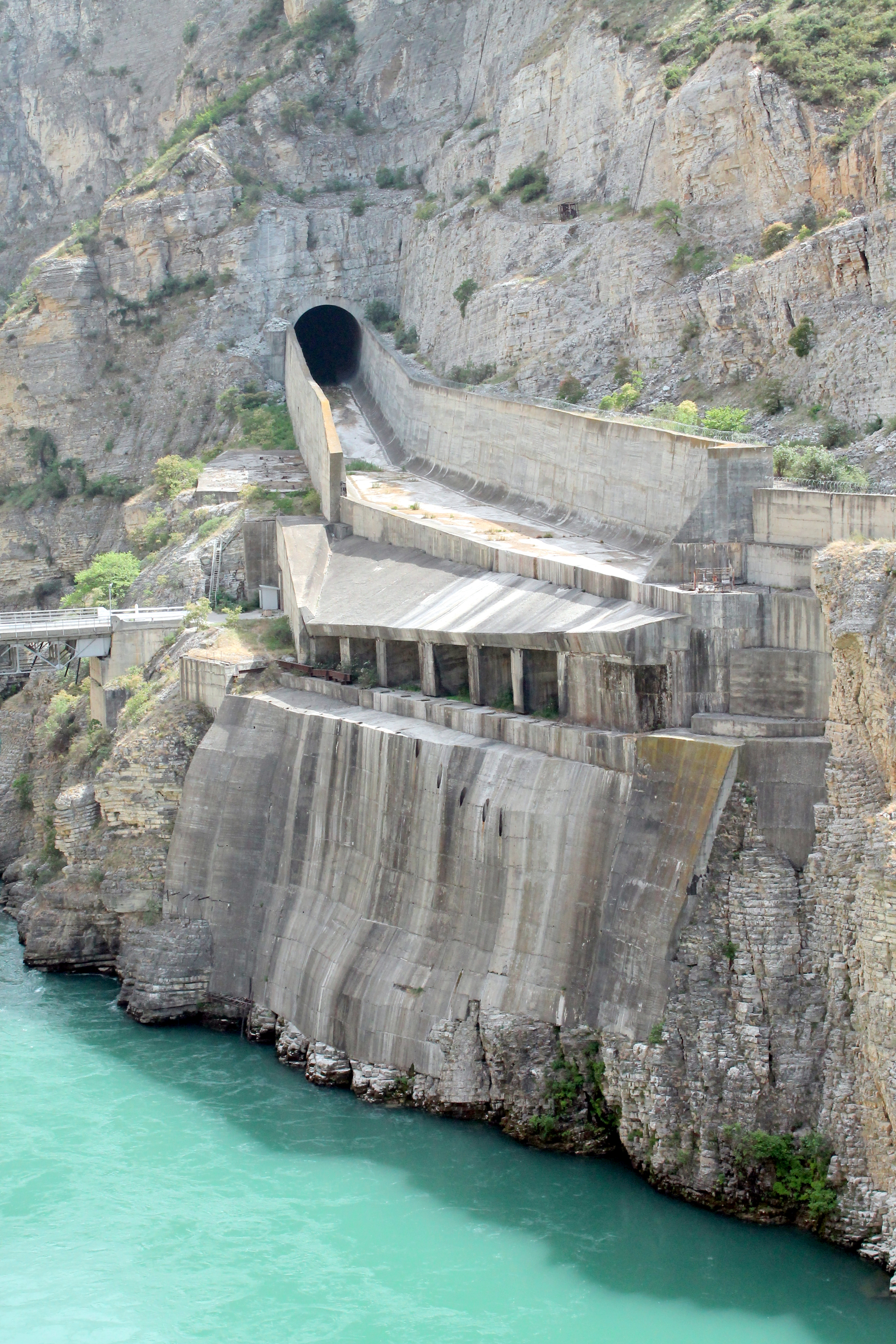
Лоток и слив

### Здание ГЭС
Здание гидроэлектростанции — приплотинного типа, непосредственно примыкает к пробке плотины, имеет длину 60 м и ширину 43,8 м. Особенностью здания ГЭС является двухрядное расположение гидроагрегатов с двухъярусным расположением отсасывающих труб. Такая компоновка позволила вдвое сократить длину здания, что минимизировало врезку в скальные борта ущелья. На других гидроэлектростанциях России подобная компоновка гидроагрегатов не используется, на территории постсоветского пространства она также применена на Токтогульской ГЭС в Кыргызстане. Здание ГЭС имеет два параллельно расположенных машинных зала (по два агрегата в каждом), с общей монтажной площадкой. Машинные залы обслуживаются двумя мостовыми кранами грузоподъёмностью по 320 т, для перемещения которых из одного машинного зала в другой предусмотрена специальная ниша с перекатной тележкой.
В здании ГЭС установлено 4 вертикальных гидроагрегата с радиально-осевыми турбинами РО 230/9896-В-450 и генераторами ВГСФ 930/233-30 (3 шт.) и СВ 935/243-30 УХЛ4 (1 шт.) мощностью по 250 МВт. Турбины работают на напоре 156—207 м (расчётный напор — 170 м, при котором расход воды через каждую турбину составляет 168 м³/с), диаметр рабочего колеса турбины — 4,5 м. У старых гидроагрегатов, производителем турбин является Харьковский турбинный завод, генераторов — «Уралэлектротяжмаш». Новые гидроагрегаты произведены компанией «Силовые машины» (за исключением статоров генераторов, изготовленных заводом «Элсиб»). Отработавшая на гидроагрегатах вода сбрасывается в проложенный в скальной выемке отводящий канал. Подъезд к зданию ГЭС и пристанционной площадке осуществляется со стороны правого берега по автодороге, включающей в себя транспортный тоннель длиной 785 м и камнезащитную галерею непосредственно у здания ГЭС. Корпус управления расположен на правом берегу ущелья и соединён со зданием ГЭС кабельной шахтой.

Машинный зал и оборудование Чиркейской ГЭС
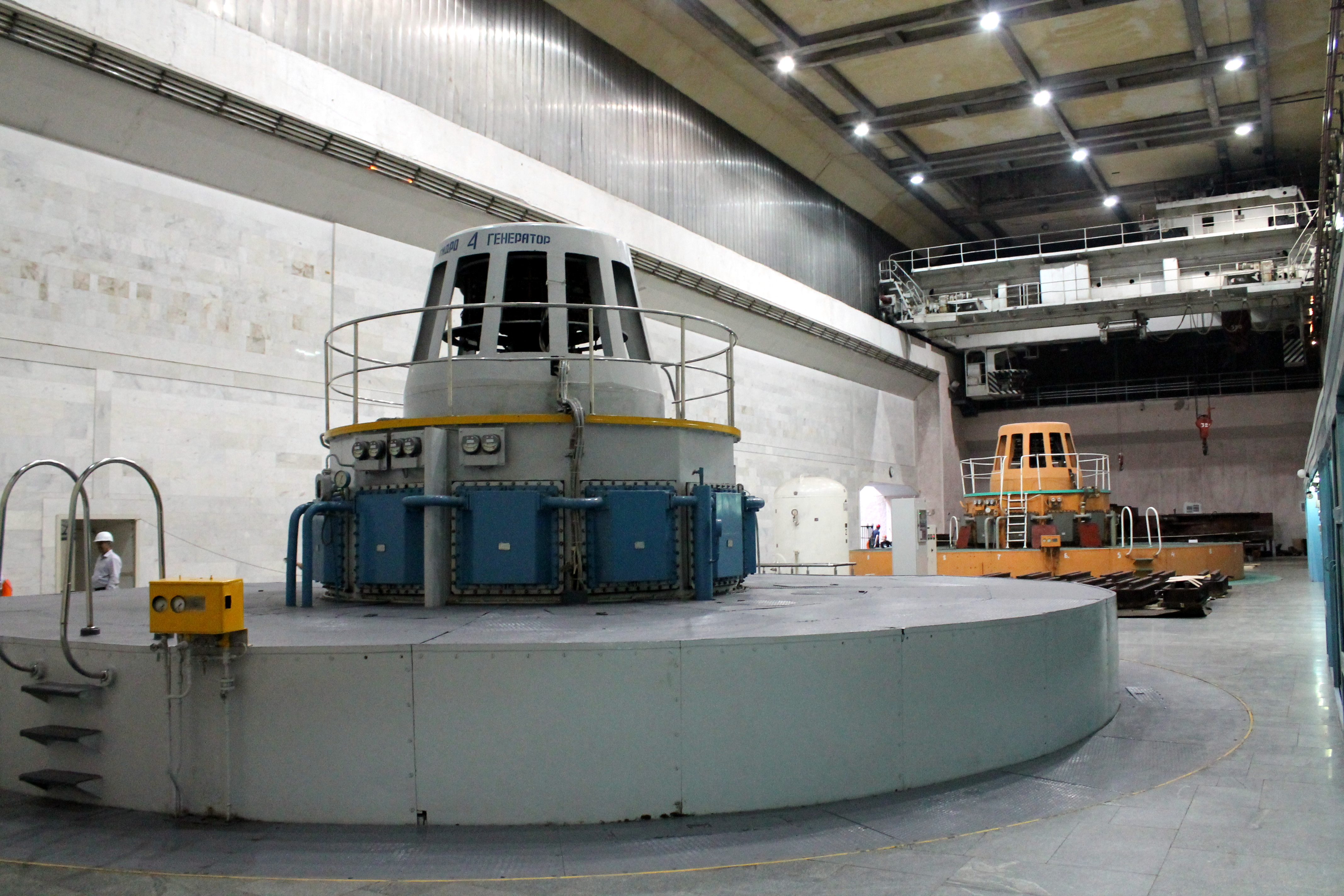
Машинный зал
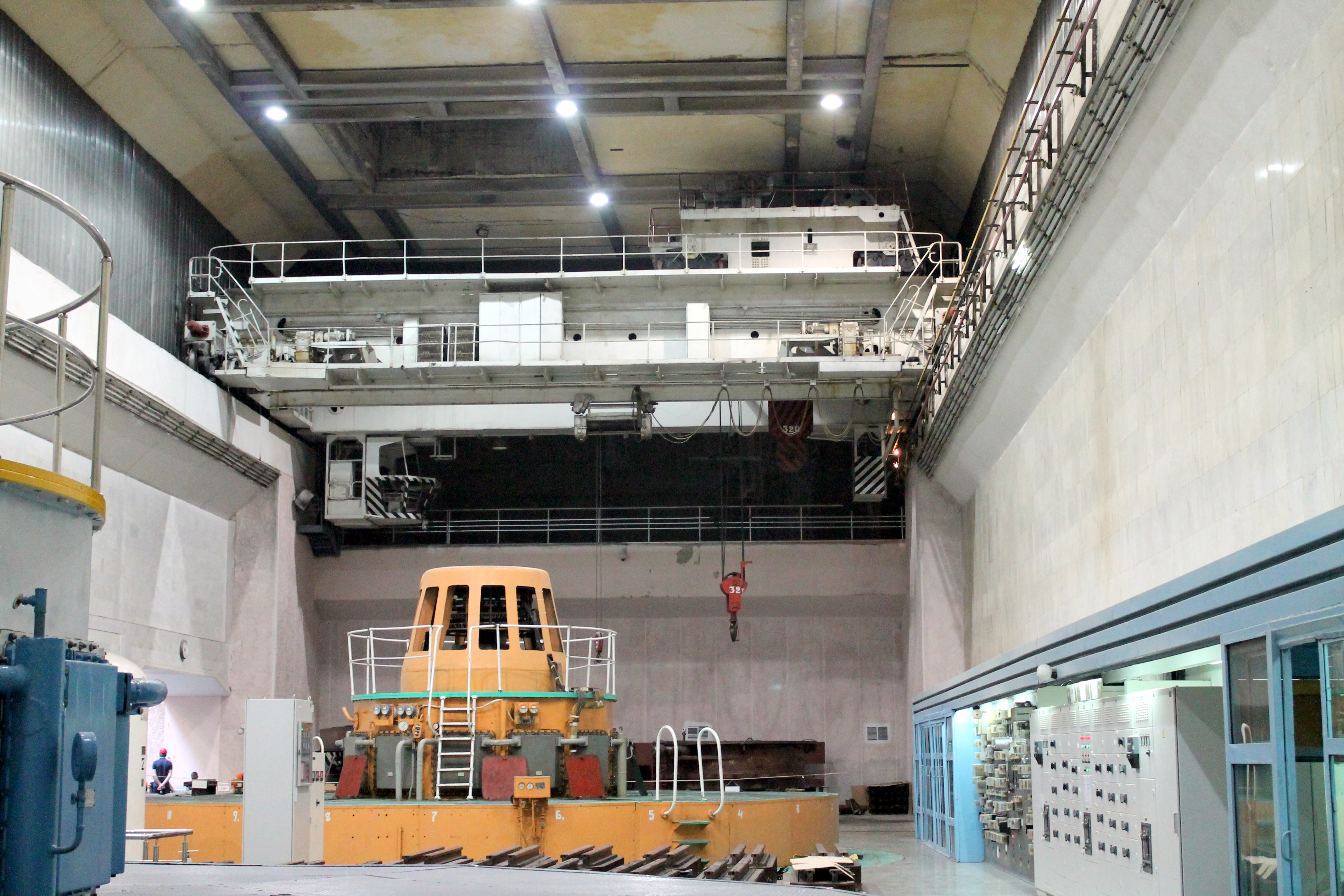
Мостовой кран
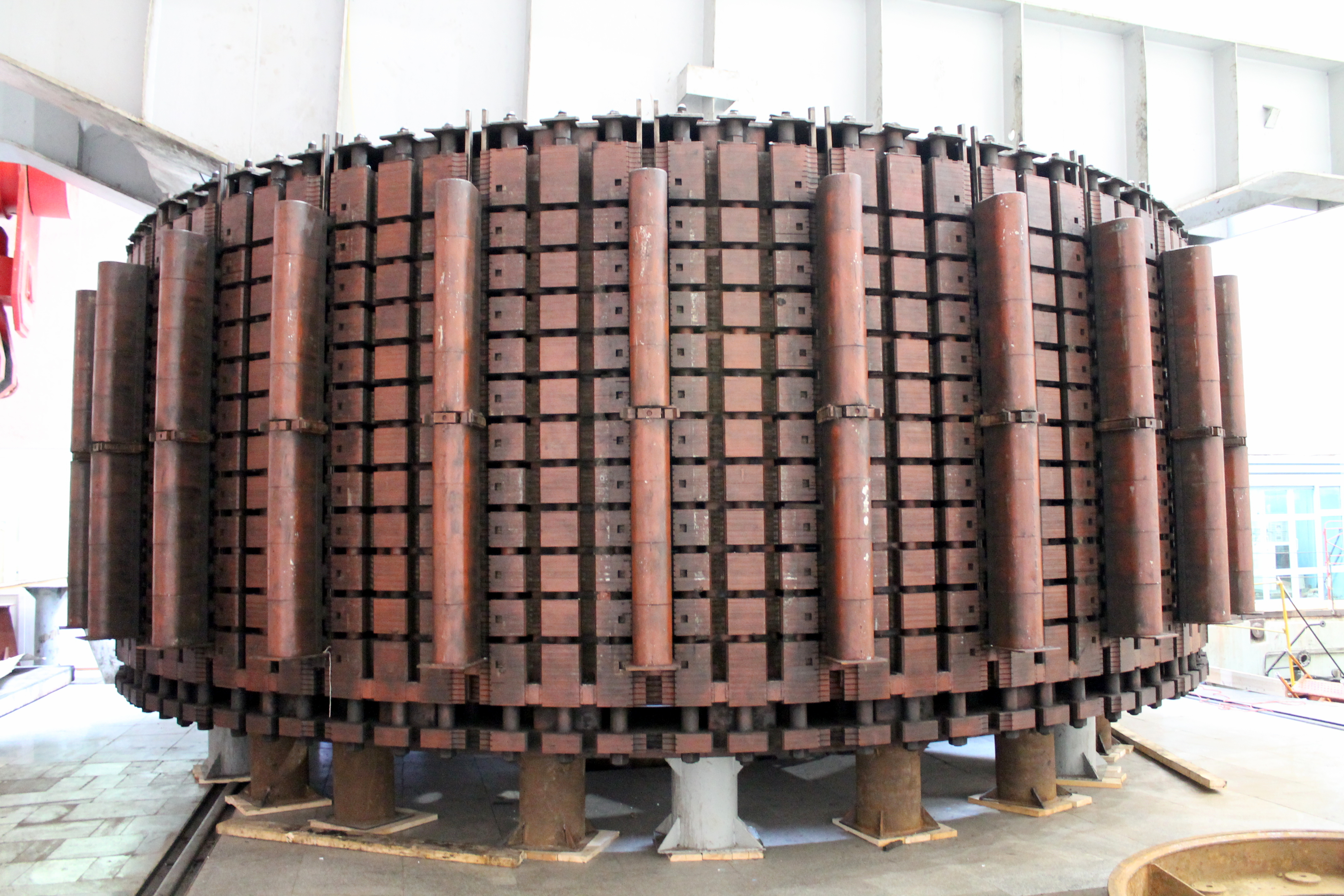
Ротор генератора
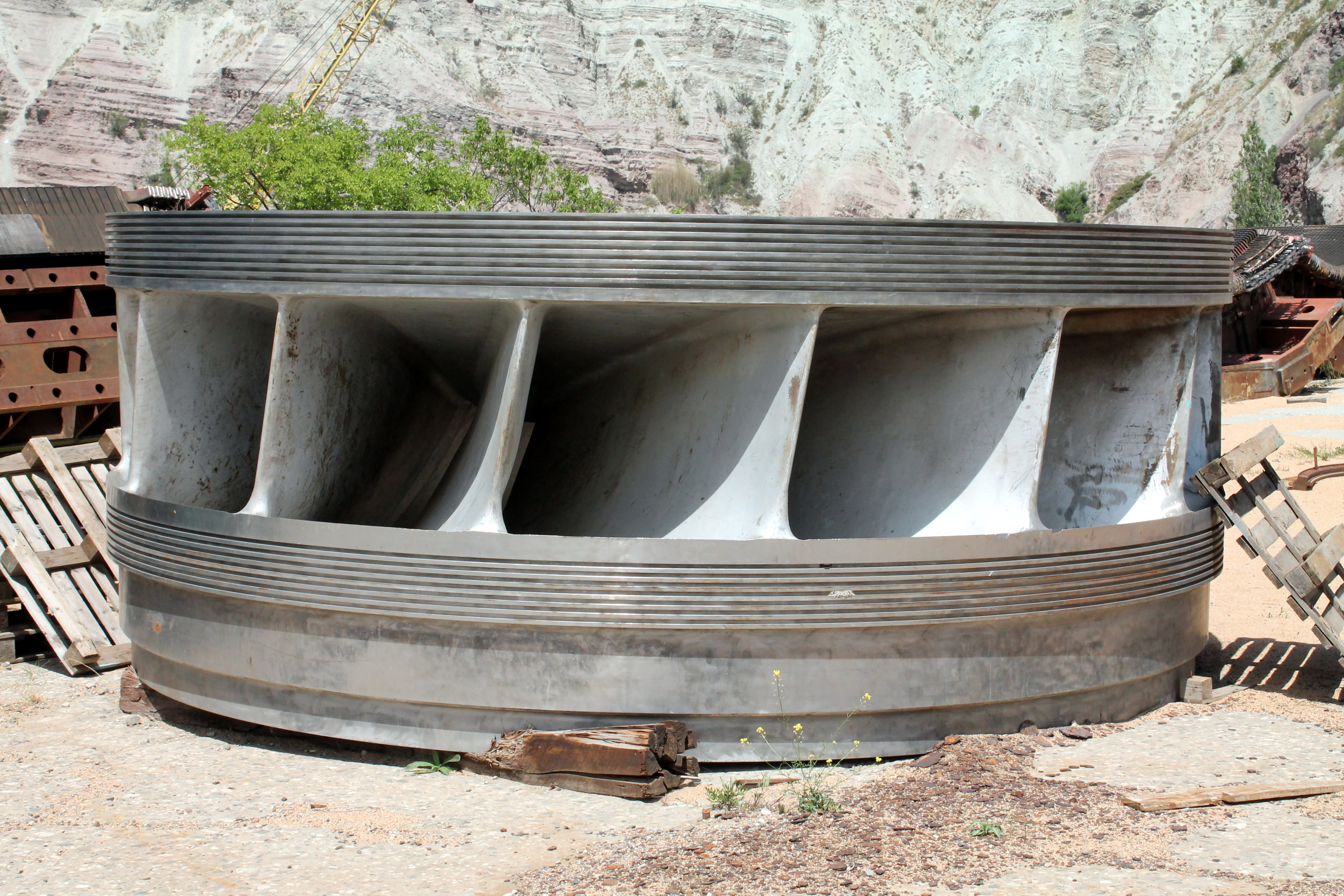
Рабочее колесо турбины
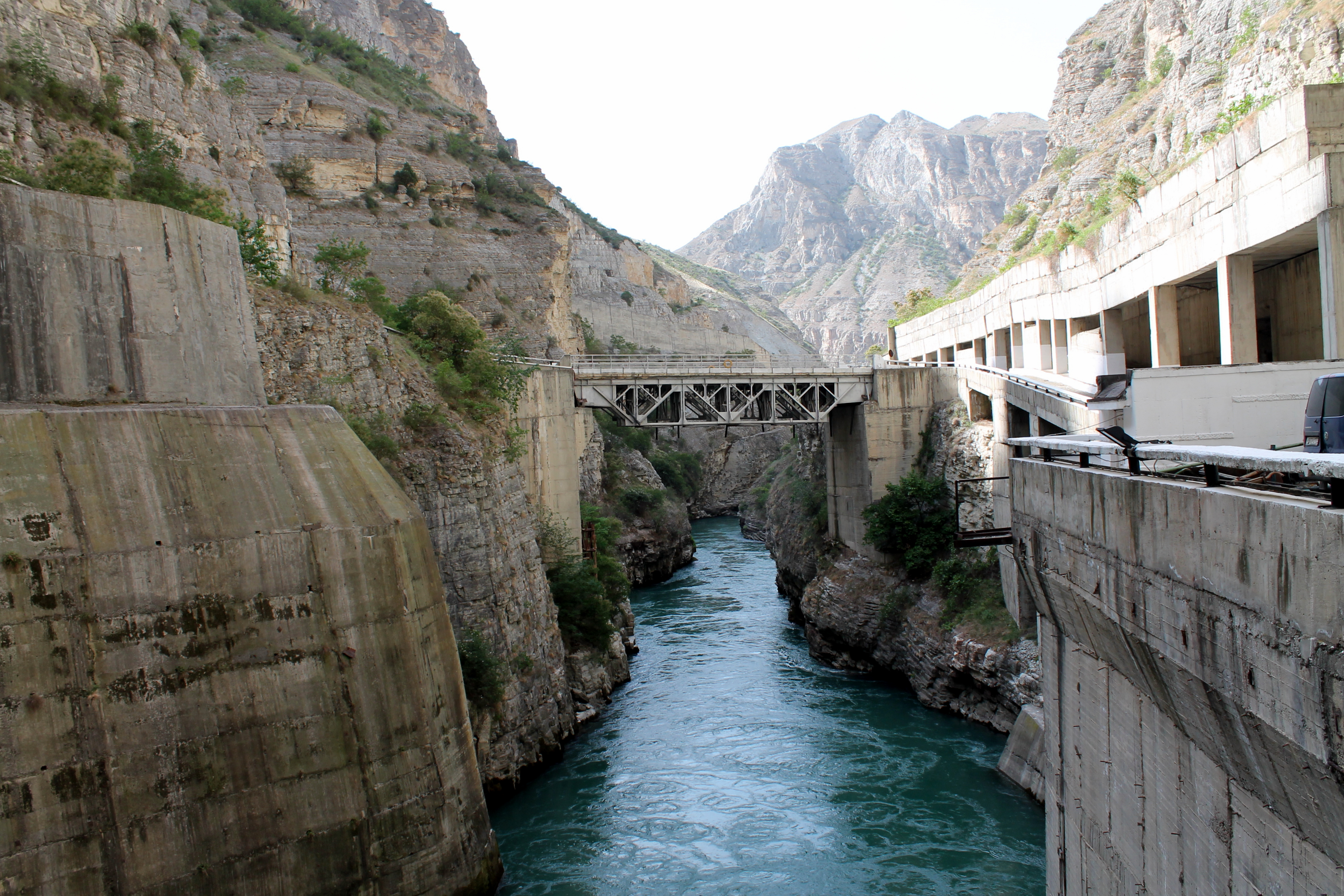
Отводящий канал и камнезащитная галерея

### Схема выдачи мощности
С гидрогенераторов электроэнергия на напряжении 15,75 кВ передаётся на силовые трансформаторы ТЦ-400000/330 (изготовитель — Запорожский трансформаторный завод), расположенные на крыше здания ГЭС, а с них по воздушным линиям — на открытое распределительное устройство (ОРУ) напряжением 330 кВ, размещённое на правом берегу ущелья. Выдача электроэнергии и мощности Чиркейской ГЭС в энергосистему осуществляется по двум линиям электропередачи 330 кВ длиной по 23 км на подстанцию «Чирюрт».

Схема выдачи мощности Чиркейской ГЭС
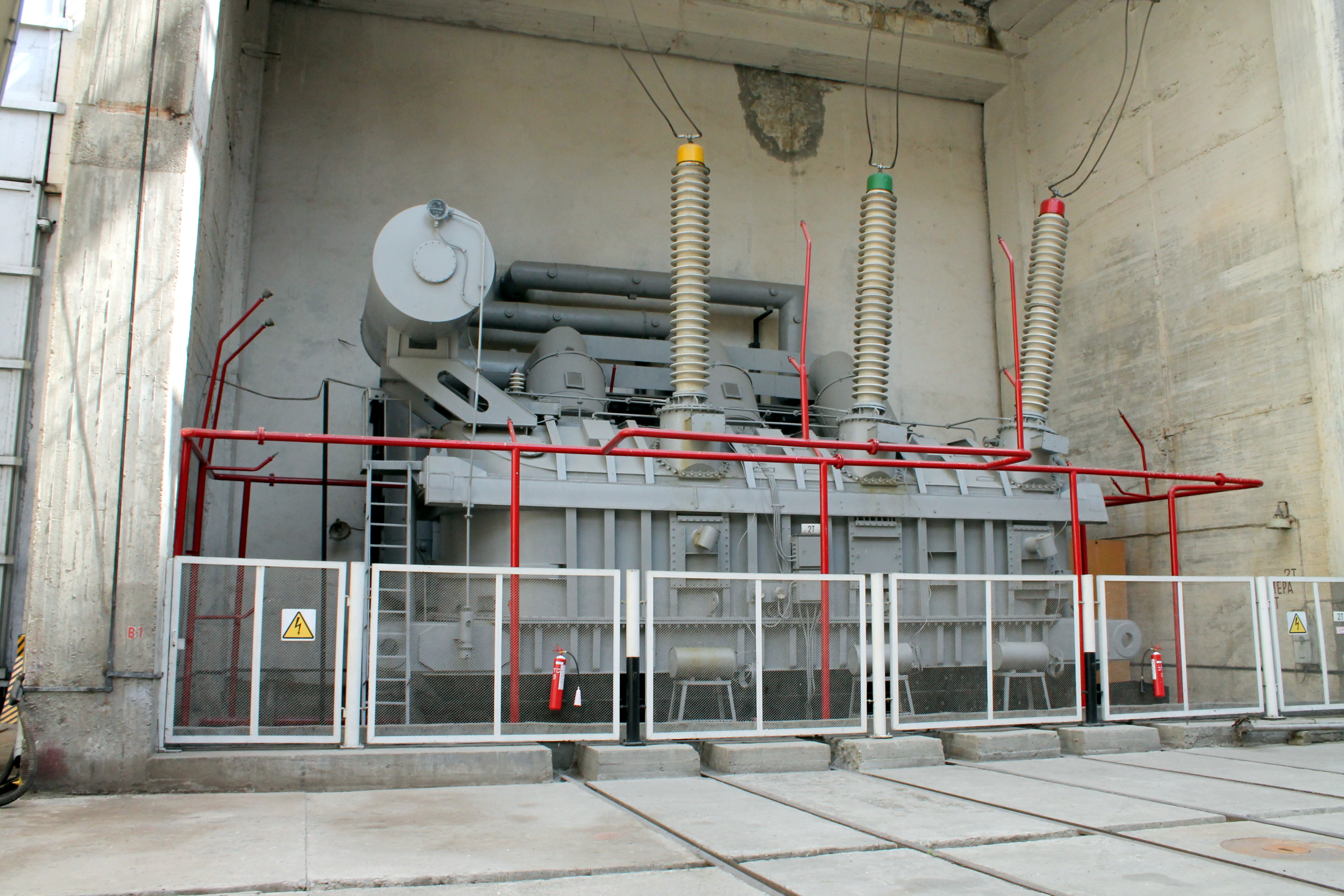
Силовой трансформатор
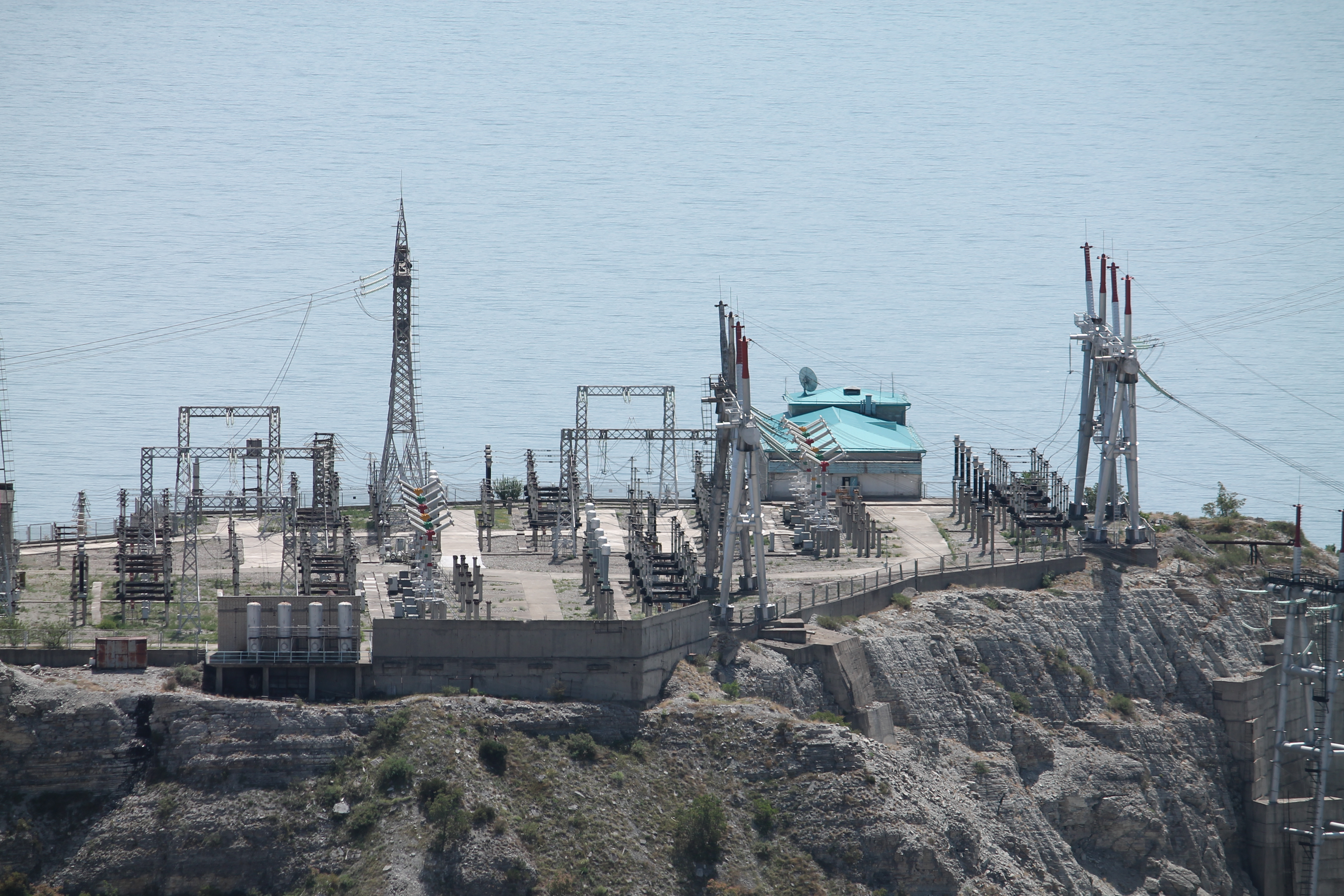
ОРУ-330 кВ

### Водохранилище
Напорные сооружения ГЭС образуют Чиркейское водохранилище многолетнего регулирования (его ёмкость позволяет накапливать воду в многоводные годы и расходовать в маловодные). Площадь водохранилища составляет 42,5 км², полный и полезный объём — 2,78 и 1,32 км³ соответственно. Отметка нормального подпорного уровня водохранилища составляет 355 м над уровнем моря, форсированного подпорного уровня — 357,3 м, уровня мёртвого объёма — 315 м. Значительный полезный объём водохранилища позволяет эффективно использовать водные ресурсы — холостые сбросы на Чиркейской ГЭС производятся весьма редко. При создании водохранилища было затоплено 3,04 тыс. га сельхозугодий и перенесено 830 строений, главным образом из аула Чиркей.

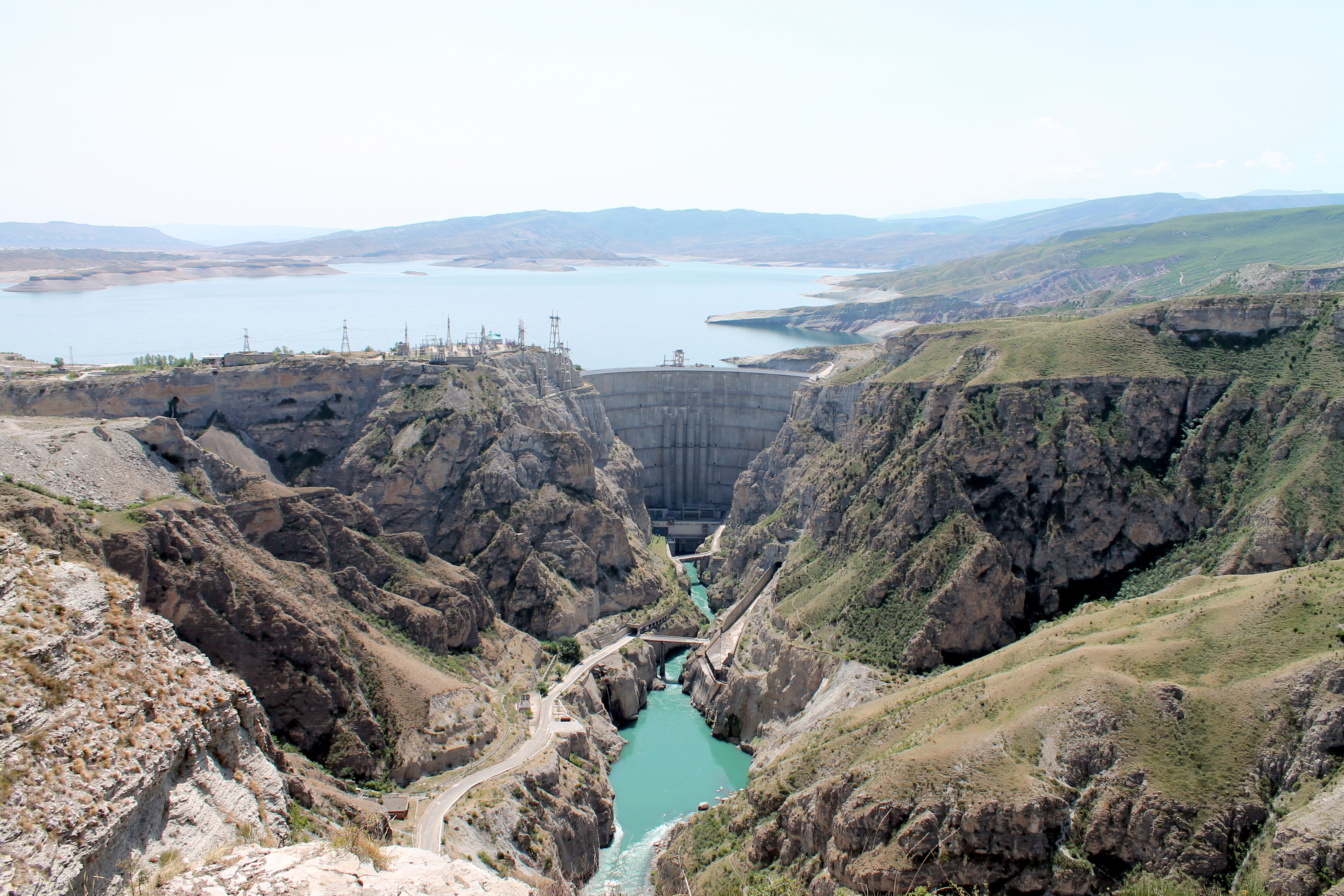
Панорама Чиркейского ущелья, водохранилища и ГЭС

## Экономическое значение
Чиркейская ГЭС является крупнейшей гидроэлектростанцией Северного Кавказа. Имея высокие маневренные возможности, она является основной регулирующей станцией в Объединённой энергосистеме Юга России, работая в пиковой части графика нагрузок. Также, она выполняет функции своеобразной «скорой помощи» в энергосистеме, позволяя в случае аварийного выхода блоков 150—300 МВт на тепловых электростанциях быстро заместить выбывшую мощность. Благодаря наличию контррегулятора — Миатлинской ГЭС — станция не имеет ограничений по режимам сбросов, имея возможность быстро изменять свою мощность (и соответственно расходы в нижний бьеф). Всего за время эксплуатации гидроэлектростанция выработала более 100 млрд кВт⋅ч возобновляемой электроэнергии. Осуществляя глубокое регулирование стока, Чиркейская ГЭС повышает выработку на нижележащих станциях каскада, а также обеспечивает надёжное водоснабжение населённых пунктов и орошение. При станции организовано рыбоводное хозяйство, специализирующееся на выращивании форели.

## История строительства

### Проектирование
Впервые полевые изыскания и проектные проработки по гидроэнергетическому использованию реки Сулак были проведены в 1928—1930 годах Ленинградским отделением Энергостроя. Итогом этих работ стала составленная инженером К. И. Лубны-Герцыком «Схема использования гидроэнергии р. Сулак», на которой впервые была намечена Чиркейская ГЭС. Учитывая благоприятные природные условия, позволяющие строительство мощной ГЭС с высотной плотиной и регулирующим водохранилищем, Чиркейская ГЭС рассматривается как первоочередной объект строительства, на ней концентрируются проектные и изыскательские работы. В 1933 году с целью исследования свойств горных пород в створе ГЭС в нескольких метрах от русла реки была пройдена шахта глубиной 61 м, из которой в сторону русла была пробита штольня длиной 27 м — русло реки находилось прямо над штольней, в нескольких метрах выше. Наблюдения показали высокую прочность и водонепроницаемость пород, их пригодность для строительства высотной плотины.
В 1931 году проектирование Чиркейской ГЭС передаётся Московскому отделению Главгидроэлектростроя, к консультациям привлекаются иностранные специалисты (немцы К. Терцаги и Н. Келен, итальянец А. Омодео и другие). Мнения специалистов о возможности возведения высотной плотины в данном створе разошлись, наибольшие опасения вызывало состояние бортов ущелья, сложенных трещиноватыми породами. В 1933 году был закончен эскизный проект ГЭС с арочно-гравитационной бетонной плотиной, который после доработок и длительной экспертизы был отклонён Техническим советом Главгидроэлектростроя. В его решении было отмечено, что в связи со сложными инженерно-геологическими условиями необходимо продолжить изыскательские работы в створе Чиркейской ГЭС, а в качестве первоочередного объекта на Сулаке принять меньшую по размерам Чирюртскую ГЭС.
Масштабные изыскательские работы в створе Чиркейской ГЭС были вновь начаты в 1956 году Бакинским отделением Гидропроекта. Этим институтом к 1960 году было разработано проектное задание Чиркейской ГЭС (главный инженер проекта — И. П. Алёшин), в котором рассматривалось два варианта компоновки ГЭС — с арочной и грунтовой плотинами. После прохождения необходимых согласований и экспертиз вариант с арочной плотиной был утверждён постановлением Совета Министров СССР № 570 от 8 июня 1962 года.
Строительство станции началось до утверждения технического проекта, при разработке которого Бакинское отделение Гидропроекта столкнулось с рядом трудностей, кроме того, сравнительно малочисленный коллектив института не справлялся с выпуском рабочей документации. В этой ситуации функции генерального проектировщика станции решением министра энергетики СССР П. С. Непорожнего были переданы институту «Ленгидропроект» (главный инженер проекта — М. А. Миронов). В ходе разработки технического проекта и последующего рабочего проектирования изначальная компоновка сооружений была существенно изменена. В числе этих изменений наиболее существенными были следующие:
- Разработка новой конструкции водосброса. Принятый в проектном задании водосброс поверхностного типа, расположенный на правом берегу, был заменён на правобережный тоннельный водосброс.
- Отказ от подземного здания ГЭС в пользу приплотинного в связи с сомнениями в его надёжности в сложных геологических условиях. Приплотинное здание сначала было спроектировано в традиционном виде с фронтальным последовательным расположением агрегатов, что в условиях узкого ущелья требовало больших объёмов врезок в борта. В связи с этим было спроектировано здание ГЭС с двухрядным расположением гидроагрегатов, что позволило сократить длину здания вдвое.
- Изменение конструкции строительного тоннеля с увеличением его длины с 350 м до 730 м, что позволило вынести его за пределы неустойчивого участка склона.

Разработка технического проекта Чиркейской ГЭС была завершена в 1966 году, и 14 декабря 1967 года он был утверждён распоряжением Совета министров СССР № 2881-Р.

### Строительство

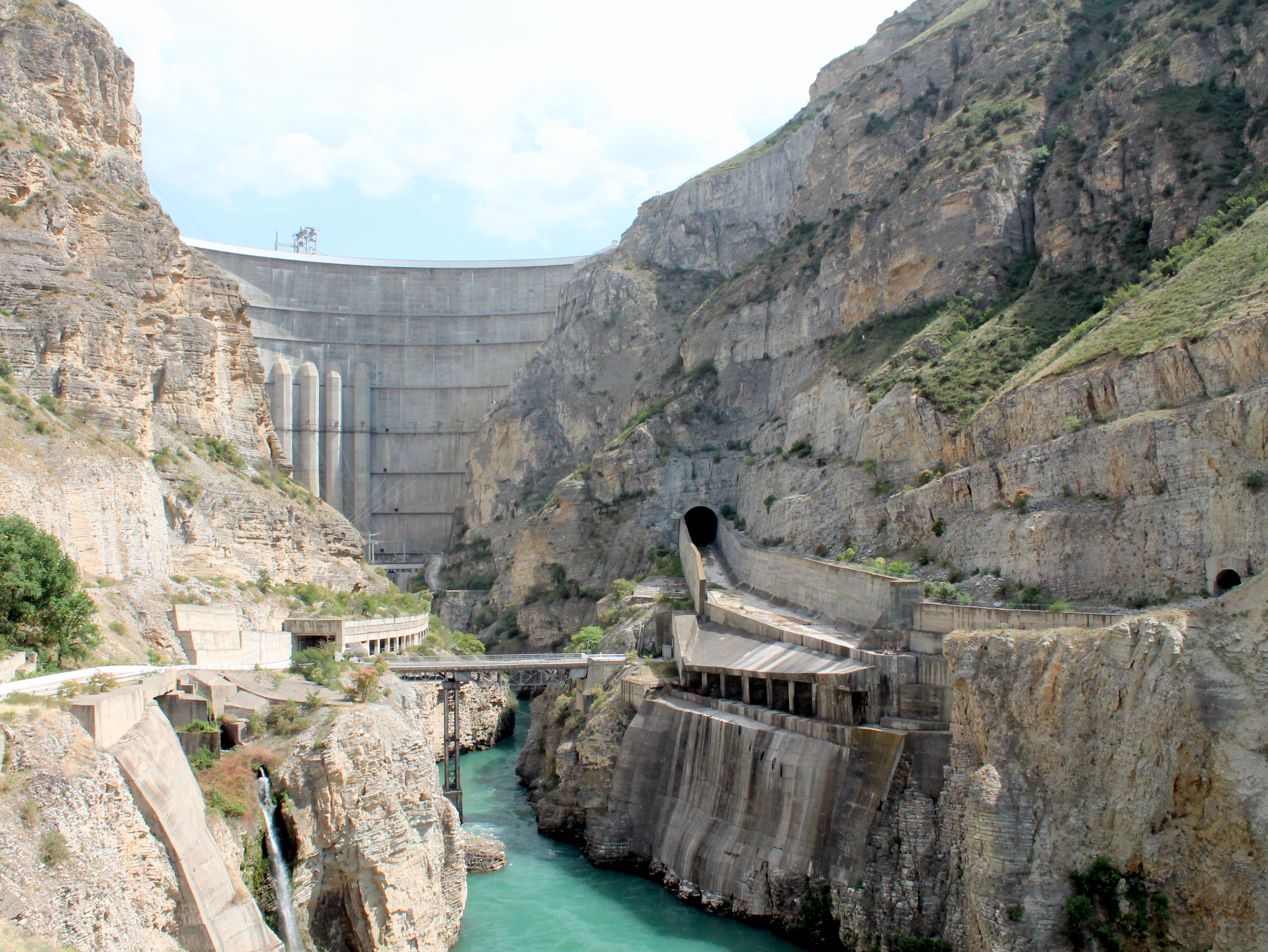
Вид на Чиркейскую ГЭС с нижнего бьефа

Старт строительству Чиркейской ГЭС был дан приказом Минэнерго СССР № 84 от 11 июня 1963 года, которым предписывалось организовать строительно-монтажное управление и начать подготовительные работы по сооружению станции. 13 июня 1963 года вышло Постановление Высшего совета народного хозяйства СССР и Совета министров СССР «О мерах оказания помощи и ускорения строительства Чиркейской гидростанции на р. Сулак», согласно которому существовавшее с 1953 года строительное управление «Сулакгэсстрой», завершавшее сооружение Чирюртских ГЭС, было преобразовано в Управление строительства «Чиркейгэсстрой».
Подготовительный этап строительства Чиркейской ГЭС был начат в 1963 году с сооружения временных автодорог к строительной площадке ГЭС со стороны Буйнакска и Кизилюрта, а также линий электропередач, необходимых для энергоснабжения строительства, — ЛЭП-35 кВ от Буйнакской подстанции и ЛЭП-110 кВ Чирюрт — Чиркей. В августе 1963 года началось освоение площадки строительства станции. Поскольку со стороны нижнего бьефа створ был совершенно недоступен, временный посёлок строителей было решено разместить со стороны верхнего бьефа, в ложе будущего водохранилища, где изыскателями была проложена дорога. В мае 1964 года в посёлок переехали управление строительством и дирекция строящейся ГЭС, в июле того же года была введена в эксплуатацию временная ЛЭП 35 кВ, организовано водоснабжение. Одновременно в ноябре 1964 года была выбрана площадка для постоянного посёлка гидроэнергетиков Дубки.
Через три месяца после начала строительных работ в 200 метрах выше створа плотины после затяжных дождей на левом берегу произошёл обвал скального массива объёмом около 23 тыс. м³, который перекрыл русло реки. За 5 часов вода поднялась на 22 м, после чего размыла тело завала. Это событие заставило внести существенные изменения в конструкцию гидроузла и технологию его строительства: в частности, был полностью перепроектирован строительный тоннель, увеличена высота временной перемычки. В 1965 году на стройплощадку был передислоцирован тоннельный отряд № 1 Минтрансстроя СССР, имевший опыт строительства тоннелей на железнодорожной линии Абакан — Тайшет. В конце этого же года он приступил к проходке строительного тоннеля Чиркейской ГЭС.
Перекрытие реки Сулак было произведено 29 октября 1967 года при помощи направленного взрыва. Заряд взрывчатых веществ весом 37 т был размещён в трёх штольнях. Взрывом было обрушено более 65 тыс. м³ породы, расход воды в реке при этом составлял 130 м³/с, образовалась перемычка высотой более 20 м. После перекрытия реки появилась возможность приступить к работам по разработке котлована ГЭС, которая осуществлялась буровзрывным методом. Взорванная порода разрабатывалась экскаваторами ЭКГ-4 и вывозилась автосамосвалами БелАЗ-540. Впервые широко применялся метод контурного взрывания с предварительным щелеобразованием (гладкий откол), позволяющий обеспечить высокое качество обнажающихся после взрыва скальных поверхностей. Полностью с применением данного метода были выполнены врезка арочной плотины и откосы котлована здания ГЭС, при этом отклонения от проектного контура врезки не превышали 1—1,5 м.
Значительно осложнил строительство крупный обвал левобережного склона объёмом несколько десятков тысяч кубометров, заваливший котлован здания ГЭС. Он обошёлся без жертв (пострадала только строительная техника), но разрушил уже отработанный борт котлована и обнажил новые трещины и потенциально неустойчивые блоки склона, требовавшие срочного закрепления. Вывал склона котлована пришлось срочно заполнять специальной бетонной «пломбой». Для крепления потенциально неустойчивых склонов левого берега была в короткие сроки разработана и реализована сложная система закрепления, состоявшая из шести ярусов продольных (вдоль русла реки) штолен, проложенных в гарантированно устойчивом массиве. От продольных штолен до склона ущелья прокладывались поперечные штольни (от 3 до 5 в каждом ярусе), на концах которых бетонировались мощные балки, стягиваемые стальными анкерами. Таким образом, неустойчивый массив склона высотой более 190 м и длиной до 100 м как бы «пришивался» к устойчивым породам. Сложность и опасность реализации данного варианта заключались в необходимости проходки поперечных штолен буровзрывным методом в неустойчивых и, более того, медленно движущихся скальных массивах, грозящих обрушением.
Первый бетон в основание плотины (береговые открылки пробки) был уложен 28 февраля 1970 года. А уже 14 мая 1970 года строящаяся ГЭС оказалась в зоне воздействия сильного (магнитуда 6,6, сила толчков 8—9 баллов по шкале MSK-64) Дагестанского землетрясения. Землетрясение вызвало ряд обвалов и оползней в ущелье выше по течению, наиболее крупные из которых располагались в 3-х, 4-х и 10 километрах от створа ГЭС и имели объёмы 0,8, 1,5 и около 10 млн м³ соответственно. Оползни на некоторое время перекрыли русло реки, после чего были размыты переливом воды через гребень. Однако перемычка котлована ГЭС удержала волну прорыва, а строительный тоннель справился с пропуском повышенных расходов. Строительство станции пострадало мало — из-за остановки водоотлива был частично затоплен котлован вместе со строительной техникой, но стройка была остановлена на полгода из-за необходимости оборки склонов и подъездов от осыпавшихся камней.
Специфика условий строительства (узкое ущелье) предопределила особенности бетонных работ. Подача бетона велась сверху, с помощью трёх кабельных кранов грузоподъёмностью по 25 т и пролётом 500 м, использующих цилиндрические радиоуправляемые бадьи ёмкостью 8 м³. Бетон от бетонных заводов доставлялся автосамосвалами БелАЗ-540 с переоборудованным кузовом и КрАЗ-256Б. Бетонные работы были хорошо механизированы, использовалась двухъярусная унифицированная консольная опалубка, монтаж и демонтаж которой, как и практически весь комплекс бетонных работ, производились при помощи специально созданного на строительстве комплекса специальных машин. Так, на базе экскаватора Э-304 был сконструирован манипулятор для перестановки опалубки, на базе электрического трактора с крановым оборудованием ТК-53 изготовлен бетоноукладчик, на базе трактора ДТ-20 — самоходная зачистная машина для снятия с поверхности бетона цементной плёнки. Высокий уровень организации и механизации работ обусловил быстрое возведение плотины — уже 13 августа 1974 года она была поставлена под напор.
Первый гидроагрегат Чиркейской ГЭС был пущен 22 декабря 1974 года, на промежуточной отметке водохранилища и плотине, возведённой до высоты 185 м. Второй и третий гидроагрегаты были пущены 28 сентября и 30 декабря 1975 года соответственно. Последний, четвертый гидроагрегат был введён в постоянную эксплуатацию 30 июня 1976 года. Официально строительство Чиркейской ГЭС было завершено 9 февраля 1981 года с подписанием акта приёмки гидроузла в промышленную эксплуатацию.
В ходе строительства Чиркейской ГЭС было произведено 2,686 млн м³ земельно-скальных работ (в том числе 2,143 млн м³ выемки скального грунта), уложено 1,491 млн м³ бетона и железобетона, смонтировано 9,8 тыс. т металлоконструкций и механизмов. Стоимость строительства гидроузла (капиталовложения, отнесённые на энергетику) — 283 млн рублей в ценах 1970-х годов.

## Эксплуатация
После ввода в эксплуатацию Чиркейская ГЭС входила в состав производственного объединения энергетики и электрификации «Дагэнерго» (с 1992 года — ОАО «Дагэнерго»). В 2005 году в рамках реформы РАО «ЕЭС России» гидроэлектростанции Дагестана, в том числе и Чиркейская ГЭС, были выделены из состава «Дагэнерго» в ОАО «Дагестанская региональная генерирующая компания», которое было передано под контроль ОАО «ГидроОГК» (позднее переименованное в ОАО «РусГидро»). 9 января 2008 года ОАО «Дагестанская региональная генерирующая компания» было ликвидировано путём присоединения к ОАО «ГидроОГК», Чиркейская ГЭС вошла в состав Дагестанского филиала компании.
На ГЭС реализуется программа технического перевооружения и реконструкции, в частности, в 2008—2009 годах были проведены работы по замене статора гидроагрегата № 2. В 2023 году начата масштабная модернизация станции, в рамках которой планируется заменить большую часть оборудования — гидротурбины, генераторы, трансформаторы, оборудование открытого распределительного устройства. Мощность Чиркейской ГЭС после модернизации увеличится до 1100 МВт. В 2025 году была завершена замена первого гидроагрегата со станционным номером 2, а также силового трансформатора (с увеличением его мощности до 360 МВА), оборудования генераторного распределительного устройства напряжением 15,75 кВ и первой очереди оборудования ОРУ-330 кВ. 
Выработка электроэнергии Чиркейской ГЭС с 2006 года, млн кВт·ч:
| Показатель                          | 2006 | 2007 | 2008 | 2009 | 2010 | 2011 | 2012 | 2013 | 2014 | 2015 | 2016 | 2017 | 2018 | 2019 | 2020 | 2021 |
| ----------------------------------- | ---- | ---- | ---- | ---- | ---- | ---- | ---- | ---- | ---- | ---- | ---- | ---- | ---- | ---- | ---- | ---- |
| Выработка электроэнергии, млн кВт·ч | 2300 | 2297 | 2456 | 2578 | 2788 | 2292 | 1736 | 2442 | 1914 | 1902 | 2823 | 1801 | 1975 | 1738 | 1576 | 2042 |